# Макарий (Чакыров)
Епископ Макарий (в миру Мирослав Чакыров, болг. Мирослав Чакъров; род. 30 августа 1981, София) — епископ Болгарской православной церкви, епископ Главиницкий, викарий Русенской митрополии.

## Биография
В 1999 году с отличием закончил Пловдивскую духовную семинарию. По решению Священного Синода БПЦ продолжил обучение на богословском факультете Бухарестского университета, который окончил в 2004 году со степенью бакалавра. През 2006 года принят на магистерскую программу богословского факультета Университета Аристотеля в Салониках.
В марте 2007 года зачислен послушником в братство Рильского монастыря. 20 декабря того же година в соборном храме Рильского монастыря был пострижен в монашество митрополитом Неврокопским Нафанаилом. Под мантию был приведён своим духовным отцом и игуменом на монастыря — епископом Адрианопольским Евлогием.
23 августа 2008 года был рукоположен во иеродиакона епископом Адрианопольским Евлогием (Стамболджиевым).
В 2010 году защитил магистерскую диссертацию на кафедре История на современных балканских православных церквей под руководством декана профессора Михаила Тритоса.
16 апреля 2011 года рукоположен в сан священника.
26 март 2017 года по решению на Священного Синода БПЦ был возведён в сан архимандрита митрополитом Неврокопским Серафимом в Рильском монастыре.
13 апреля 2022 года Священный Синод на БПЦ принял решение о возведении архимандрита Макария во епископский сан и назначении его викарием Русенской епархии с титулом «Главиницкий».
26 июня того же года в Троянском монастыре состоялась его епископская хиротония, которую совершили: митрополит Русенский Наум (Димитров), митрополит Ловчанский Гавриил (Динев), митрополит Пловдивский Николай (Севастиянов), митрополит Доростольский Иаков (Дончев), епископа Бистрицкий Венедикт (Веса) (Румынская православная церковь), епископ Мельнишкий Герасим (Георгиев), епископ Тивериопольский Тихон (Иванов), епископ Величский Сионий (Радев), епископ Знепольский Арсений (Лазаров), епископ Белоградчишский Поликарп (Петров), епископ Смолянский Виссарион (Гривов).